# Seton Lloyd
Seton Howard Frederick Lloyd (Birmingham, 30 mai 1902-Faringdon, 7 janvier 1996) est un archéologue et orientaliste britannique.

## Biographie
Architecte (1927), il est engagé dans la Fondation pour l'exploration de l'Égypte d'Henri Frankfort à Tell el-Amarna. Il participe ainsi aux travaux de la mission dans la région de la Diyala, à Tell Asmar, Khafadje et Tell Agrab (1927-1937).
Avec Thorkild Jacobsen, il étudie l'aqueduc de Jerwan et fouille le temple de Shara à Tell Agrab (1933) puis participe de 1937 à 1939 au chantier de John Garstang à Mersin (Cilicie). Il repère aussi dans le Sinjar de nombreux sites qui seront plus tard fouillés.
Conseiller à la Direction générale des antiquités d'Irak (1939), il demeure à Bagdad et à Jérusalem durant toute la guerre et fait transporter deux taureaux ailés de Khorsabad au musée national d'Irak. Il inaugure avec Fuad Safar les chantiers de Tell Uqair et Hassuna (1943-1944) et dirige les fouilles de Abu Shahrein avec Safar de 1946 à 1949.
En 1949, il devient directeur de l'Institut britannique d'archéologie et explore les sites fortifiés de la frontière Nord de la Syrie. Il dirige avec Storm Rice les travaux d'Harran et de Sultantepe où il découvre une immense bibliothèque. Il explore aussi Beycesultan où sont découverts de nombreuses céramiques.
Sur demande de Max Mallowan, il lui succède à la chaire d'archéologie de l'Asie occidentale à l'Institut archéologique de Londres (1961-1969). En 1965, il fait encore une mission à Kayalidere.

## Travaux
- Foundations in the Dust. The Story of Mesopotamian Exploration, 1947 (édition revue et augmentée en 1980)
- Sennacherib Aqueduct at Jerwan, avec T. Jacobsen, in Oriental Institute Publications' no 24, 1935
- Mesopotamia: Excavations on Sumerian Sites, 1936
- Pre-Sargonid Temples in the Diyala Region, avec Pinhas Delougaz, 1942
- Ruined Cities of Iraq, 1942
- Twin Rivers: A Brief History of Iraq from the Earliest Times to the Present Day, 1943
- Early Anatolia: A Description of Early Civilisation in Asia Minor, As Revealed by the Last Half-Century of Excavating and Exploration, 1956
- The Art of the Ancient Near East, coll. « The World of Art Library », 1961
- Beycesultan, avec James Mellaart, 1962–1965
- Mounds of the Ancient Near East, 1963
- Early Highland Peoples of Anatolia, 1967
- Private Houses and Graves in the Diyala Region, avec Pinhas Delougaz et Harold D. Hill, 1967
- Ancient Architecture: Mesopotamia, Egypt, Crete, Greece, avec Hans Wolfgang Müller et Roland Martin, 1974
- The Archaeology of Mesopotamia from the Old Stone Age to the Persian Conquest, 1978
- The Interval, (autobiographie), 1986
- Ancient Turkey: A Traveller's History of Anatolia, 1989